# 岩手県薬剤師会
一般社団法人岩手県薬剤師会（いっぱんしゃだんほうじんいわてけんやくざいしかい、英称: Iwate Pharmaceutical Association）は、岩手県の薬剤師を会員とする法人。

## 本部所在地
〒020-0876 岩手県盛岡市馬場町3番12号

## 郡市薬剤師会
- 盛岡薬剤師会
- 花巻薬剤師会
- 北上薬剤師会
- 奥州市薬剤師会
- 一関薬剤師会
- 気仙沼薬剤師会
- 遠野市薬剤師会
- 釜石薬剤師会
- 宮古市薬剤師会
- 久慈薬剤師会
- 二戸薬剤師会